# Imogen Binnie
Imogen Binnie   (1979) és una escriptora estatunidenca transgènere que va debutar amb la novel·la Nevada el 2013, i publicada en català per Tigre de Paper deu anys després amb la traducció de Bel Olid.

## Trajectòria
Binnie va néixer i va créixer a Nova Jersey. Va assistir a la Universitat Rutgers i es va graduar el 2002 en anglès i psicologia.
La seva primera novel·la, Nevada, va ser publicada per Topside Press el 2013. La trama de la novel·la se centra en Maria, una dona trans que marxa de Nova York després d'una ruptura. Als 26ns Premis Lambda de 2014, Nevada va ser finalista en la categoria de Ficció transgènere, i Binnie va guanyar tant el Premi Betty Berzon a l'artista emergent com el premi MOTHA per la «contribució excepcional al paisatge cultural transgènere».
Binnie ha publicat diversos contes, com ara «Gamers», a Meanwhile, Elsewhere (Topside Press, 2017), «If You Leave» a Videogames for Humans (Instar, 2017), i «I Met a Girl Named Bat Who Met Jeffrey Palmer» a The Collection: Short Fiction from the Transgender Vanguard (Topside Press, 2012). Més endavant va ser guionista de Doubt, un drama de televisió que es va estrenar a la cadena Columbia Broadcasting System el 2017. Va escriure l'episodi del 5 d'agost de 2017 «I'm In If You Are».
Binnie també va ser columnista de la revista Maximum Rocknroll durant 9 anys. Els seus primers escrits van aparèixer en dos fanzins que va publicar ella mateixa, The Fact That It's Funny Doesn't Make It A Joke i Stereotype Threat.